# Посольство Польши в Аргентине
Посольство Республики Польша в Аргентине (пол. Ambasada Rzeczypospolitej Polskiej w Republice Argentyńskiej z siedzibą w Buenos Aires) — польское дипломатическое представительство, расположенное в Буэнос-Айресе, Аргентина.
В территориальную компетенцию Посольства входят Аргентина, Парагвай и Уругвай.

## Структура
- Чрезвычайный и Полномочный Посол — руководитель представительства;
- Политико-экономический отдел;
- Консульский отдел;
- Административно-финансовый отдел[3].

## История
Дипломатические отношения между Польшей и Аргентиной были установлены в 1922 году. Первым польским послом в Аргентине был Владислав Мазуркевич.